# Frontière entre le Nouveau-Brunswick et le Québec

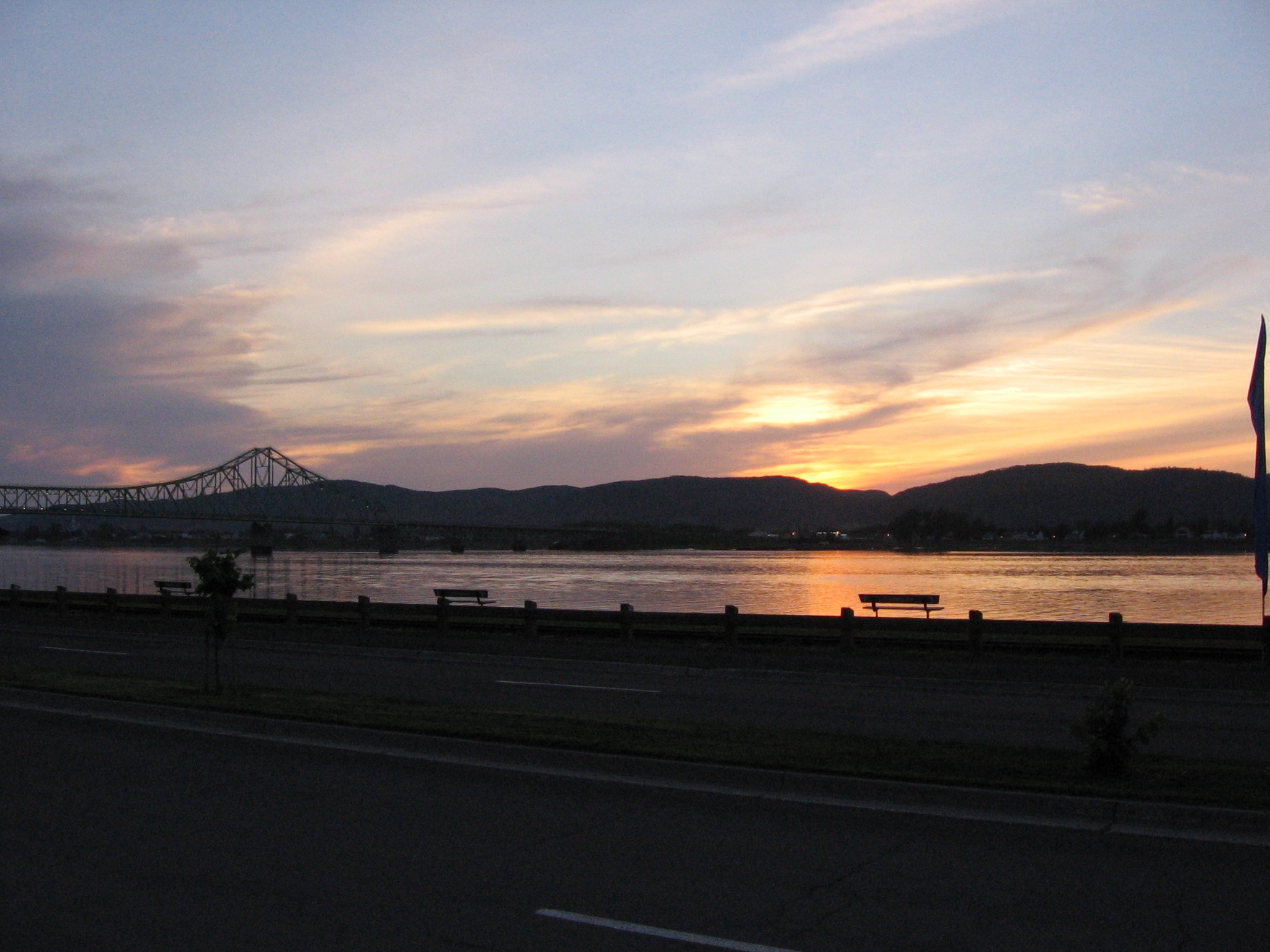
Fleuve Ristigouche séparant le Nouveau-Brunswick du Québec

La frontière entre le Nouveau-Brunswick et le Québec  est un segment de frontière séparant les provinces canadiennes du Nouveau-Brunswick et du Québec. Elle commence au point de jonction entre le Nouveau-Brunswick, le Québec et les États-Unis et se poursuit jusque dans la baie des Chaleurs. Au-delà, son tracé dépend du statut donné aux eaux du golfe du Saint-Laurent.

## Points de passage
La route transcanadienne (route 2 au Nouveau-Brunswick et autoroute 85 au Québec) est le principal axe de circulation entre les deux provinces.
Les routes 120 (Nouveau-Brunswick) et 289 (Québec) permettent le passage entre le Madawaska et le Témiscouata. Les ponts J.C. Van Horne et Matapédia relient Campbellton et Pointe-à-la-Croix―Listiguj, de même que Flatlands et Matapédia de part et d'autre de la rivière Ristigouche.